# Valerio Scassellati
Valerio Scassellati (ur. 24 lipca 1979 w Gualdo Tadino) – włoski kierowca wyścigowy.

## Kariera
Scassellati rozpoczął karierę w wyścigach samochodowych w 2000 roku od startów we  Włoskiej Formule 3, gdzie dwukrotnie zwyciężał i pięciokrotnie stawał na podium. Z dorobkiem 106 punktów uplasował się tam na najniższym stopniu podium klasyfikacji generalnej. W późniejszych latach pojawiał się także w stawce Europejskiej Formuły 3000, Formuły 3000 oraz FIA GT Championship.

## Statystyki
| Sezon | Seria                   | Zespół                 | Wyścigi | Zwycięstwa | PP | NO | Podium | Punkty | Pozycja |
| ----- | ----------------------- | ---------------------- | ------- | ---------- | -- | -- | ------ | ------ | ------- |
| 2000  | Włoska Formuła 3        | Target Racing          | 10      | 2          | 1  | 2  | 5      | 106    | 3       |
| 2001  | Europejska Formuła 3000 | Great Wall Racing Team | 8       | 0          | 0  | 0  | 0      | 0      | NS      |
| 2002  | Europejska Formuła 3000 | Sighinolfi Autoracing  | 6       | 0          | 0  | 0  | 0      | 1      | 13      |
| 2002  | Europejska Formuła 3000 | Scuderia Fama          | 6       | 0          | 0  | 0  | 0      | 1      | 13      |
| 2002  | Europejska Formuła 3000 | Team Great Wall        | 6       | 0          | 0  | 0  | 0      | 1      | 13      |
| 2003  | Formuła 3000            | Scuderia Veregra       | 1       | 0          | 0  | 0  | 0      | 0      | 27      |